# Mickey Newbury
Mickey Newbury (Houston, 19 mei 1940 – Springfield 29 september 2002) was een Amerikaanse countrymuzikant, vooral bekend geworden als songwriter. Meer dan 1200 artiesten hebben zijn songs gecoverd, waaronder Tom Jones, Nick Cave, Joan Baez, John Denver, Ray Charles, Del Shannon, Keith Richards, B.B. King, Roy Orbison, Johnny Cash, Carol Channing, Manowar en Linda Ronstadt.
In het Nederlands taalgebied is Newbury vooral bij insiders bekend, alleen zijn song Just dropped in (to see what condition my condition was in), in de uitvoering van Kenny Rogers and the First Edition, is algemeen bekend geworden.

## Biografie
Mickey Newbury werd op 19 mei 1940 in Houston geboren als Milton Sims Newbury Jr., in zijn jeugd had hij al het voornemen songwriter te worden.
Na zijn militaire diensttijd, die hij bij de luchtmacht in Engeland uitdiende, trok hij als muzikant door het zuiden van de Verenigde Staten, tot hij in 1964 bij Acuff-Rose Music een contract tekende als songwriter.

In 1966 scoorde hij zijn eerste hit, Funny Familiar Forgotten Feelings, in een country-uitvoering door Don Gibson en een jaar later als popsong door Tom Jones, in 1968 gevolgd door twee nummer 1-hits, het bovengenoemde Just dropped in, Sweet Memories door Andy Williams en Time is a Thief door Solomon Burke. In datzelfde jaar bracht Newbury zijn eerste album Harlequin Melodies uit bij RCA.

Begin zeventiger jaren bracht hij met de muzikale ondersteuning van een aantal Nashvillemusici een drietal albums uit, Looks Like Rain, Frisco Mabel Joy en Heaven Help The Child.
Op Frisco Mabel Joy nam hij An American Trilogy op, dat ook als single verscheen. Deze single bereikte een 26e plaats op de Amerikaanse hitlijsten, maar werd daarna veel bekender in de uitvoering van Elvis Presley.
In 1973 verhuisde Newbury met zijn vrouw Susan naar haar thuisstad Springfield. In 1976 tekende hij een contract bij ABC Records voor drie albums, die echter geen succes hadden. In de tachtiger jaren keerde hij de muziekindustrie de rug toe en werd hij vergeten, totdat hij in de negentiger jaren overgehaald werd weer op de treden en te componeren.
 Zijn eigen albums waren nooit op cd overgezet en de mastertapes waren verdwenen.
Van nog gave vinyl-LP's werd onder de naam The Mickey Newbury Collection een boxset van acht cd's samengesteld, beginnend met Newbury's Looks Like Rain uit 1969 en eindigend met zijn nostalgische release uit 1981 After All These Years.

Vanaf 1995 openbaarden zich echter gezondheidsproblemen, waarna Newbury in 2002 na een slepende longziekte overleed.

## Onderscheidingen
- In 1980 werd Newbury opgenomen in de Nashville Songwriter’s Hall of Fame.[4]
- In 2006 kreeg Newbury de President's Award van de Americana Music Association.

## Tribute albums
- Frisco Mabel Joy Revisited, covers van het gelijknamig album uit 1970 door o.a. Bill Frisell, Kris Kristofferson en anderen.
- A Grain of Sand door Cowboy Johnson.
- Kacey Jones Sings Mickey Newbury.
- Ronny Cox Sings Mickey Newbury.
- Bless Us All - Songs of Mickey Newbury, door Paal Flaata.
- Rob Wanders Sings Mickey Newbury.[5]
- Country Folk Sing Mickey Newbury, door o.a. Kristina Olsen, Doug Ashdown, Gina Jeffreys and Graeme Connors.
- The Night You Wrote That Song, door Gretchen Peters.

## Vertaald werk
- Geliefden van Vroeger door Rob Janszen.

- Biblioteca Nacional de España: XX883205
- Bibliothèque nationale de France: cb138348927 (data)
- Gemeinsame Normdatei: 1208855387
- International Standard Name Identifier: 0000 0001 1933 3663
- Library of Congress Control Number: no91030723
- MusicBrainz: d347a10f-6675-48dd-9615-b839c2ac0210
- Nationale Bibliotheek van Tsjechië: xx0194321
- Istituto Centrale per il Catalogo Unico: DDSV004816
- SNAC: w6bx2w4j
- Système universitaire de documentation: 244023255
- Virtual International Authority File: 29957067
- WorldCat: E39PBJxhtTbmppGfTP9yCXgBT3